# 悪意 (小説)
『悪意』（あくい）は、東野圭吾による推理小説。加賀恭一郎シリーズの第4作。単行本は1996年9月20日に双葉社から刊行され、2000年1月に講談社から講談社ノベルスが刊行された。文庫本は2001年1月に講談社文庫版が刊行された。本作を原作としたテレビドラマも製作されている（テレビドラマを参照）。

## あらすじ
有名小説家の日高邦彦が自宅で他殺体となって発見された。刑事の加賀恭一郎は、日高の親友である児童小説家の野々口修が書いた「事件に関する手記」に興味を持つ。加賀は聞き込みや推理を通して、野々口の手記に疑問を抱くようになる。やがて犯人が明らかになるが、犯人は犯行の動機を決して語ろうとはしないのだった…。

## 登場人物
加賀恭一郎ついては加賀恭一郎シリーズ#登場人物を参照
日高 邦彦（ひだか くにひこ）
被害者。売れっ子の小説家である。
野々口 修（ののぐち おさむ）
主に児童文学を書く小説家。元国語教師で加賀の教師時代の先輩。日高の幼馴染みである。
藤尾 正哉（ふじお まさや）
故人。日高と野々口の幼馴染。日高の作品「禁猟地」のモデルとなった人物。
藤尾 美弥子（ふじお みやこ）
正哉の妹。抗議するために度々日高に会いに来ていた。
日高 初美（ひだか はつみ）
日高の元妻。交通事故により他界。
日高 理恵（ひだか りえ）
日高邦彦の再婚相手。
篠田 弓枝（しのだ ゆみえ）
初美の母親。横浜に夫と住んでいる。
迫田
警視庁捜査一課の警部。
牧村
警視庁捜査一課の刑事。

## 書籍情報
- 単行本：1996年9月、双葉社、ISBN 978-4-575-23264-6[3]
- 単行本：2000年1月5日、 講談社ノベルス、ISBN 978-4-06-182114-9[1]
- 文庫本：2001年1月15日、講談社文庫、ISBN 978-4-06-273017-4[2]

## テレビドラマ
『東野圭吾ミステリー「悪意」』（ひがしのけいごミステリー あくい）のタイトルで、NHK総合テレビの「月曜ドラマシリーズ」（毎週月曜日21:15-21:58）枠にて2001年11月19日 - 12月17日に放送された。当初は11月12日に放送開始する予定であったが、本作の前に同枠で放送されていた『ハート』がアフガニスタン紛争関連報道等の影響により一話分休止したことから、本作も一週間遅れでの放送開始となった。
加賀恭一郎は西原甲子男に変更された。

### キャスト
- 西原 甲子男：間寛平
- 野々口 修：佐々木蔵之介
- 牧村 京子：岩崎ひろみ
- 日高 理恵：床嶋佳子
- 日高 邦彦：宅麻伸
- 日高 初美：純名里沙
- 瀬田班長：花紀京
- 辻本 平吉：夢路いとし

### スタッフ
- 脚本：尾西兼一
- 演出：長沖渉、訓覇圭、大杉太郎
- プロデューサー：木田幸紀
- 音楽：梅林茂

### サブタイトル
| 各話                                                       | 放送日         | サブタイトル                                     | 演出     | 視聴率 |
| ---------------------------------------------------------- | -------------- | ------------------------------------------------ | -------- | ------ |
| 第1話                                                      | 2001年11月19日 | 浪速のコロンボ登場！流行作家の死の謎とは？       | 長沖渉   | 9.3%   |
| 第2話                                                      | 2001年11月19日 | 罠また罠！謎また謎！犯人と刑事の頭脳勝負         | 長沖渉   | 7.3%   |
| 第3話                                                      | 2001年12月3日  | 写真の美少女は誰？ビデオテープが明かす過去の犯罪 | 訓覇圭   | 7.5%   |
| 第4話                                                      | 2001年12月10日 | 悲劇の愛の結末か？浪速のコロンボ正念場           | 長沖渉   | 5.5%   |
| 第5話                                                      | 2001年12月17日 | 浪速のコロンボ降参か？その時花火が               | 大杉太郎 | 6.0%   |
| 最終話                                                     | 2001年12月17日 | 終わりの文字を書く時                             | 長沖渉   | 6.1%   |
| 平均視聴率 6.95%（視聴率は関東地区・ビデオリサーチ社調べ） |                |                                                  |          |        |

- 第1話と第2話は同日に放送され、第1話は20:00-20:43、第2話は通常の枠（21:15-21:58）での放送となった。
- 第5話と最終話もまた同日の放送。第5話は通常の枠、最終話は23:00-23:43。
- 11月26日はハイビジョンサスペンス『凍える牙』後編の放送のため休止。